# Golden Beach (Queensland)
Pour les articles homonymes, voir Golden Beach.
Golden Beach est une localité de la banlieue de Caloundra dans le Queensland en Australie.
En 2016, la population était de 5 575 habitants.